# Klaus Diebitz
Klaus Diebitz (* 15. Juni 1942) ist ein ehemaliger deutscher Fußballspieler. 1964 spielte er für Dynamo Dresden in der DDR-Oberliga, der höchsten Spielklasse im DDR-Fußball.

## Sportliche Laufbahn
Im Alter von 18 Jahren gewann Klaus Diebitz 1960 mit der Betriebssportgemeinschaft (BSG) Lokomotive Dresden den Fußballbezirkspokal. Die BSG Lok gewann das Endspiel mit 6:5 gegen die BSG Einheit Kamenz, wobei Diebitz den Siegtreffer erzielte. Bevor er 1962 Soldat bei der Nationalen Volksarmee wurde, hatte er mit Lok Dresden in der viertklassigen Bezirksliga gespielt. Während seiner Armeezeit erhielt Diebitz die Gelegenheit, bei der Armeesportgemeinschaft (ASG) Vorwärts Cottbus weiter Fußball zu spielen. Er wurde dort aber nur in der 2. Mannschaft eingesetzt, die in der Bezirksliga Cottbus vertreten war. Im April 1964 beendete Diebitz seinen Militärdienst und kehrte nach Dresden zurück. Dort schloss er sich dem Oberligaabsteiger Dynamo Dresden an und bestritt bis zum Saisonende noch vier Punktspiele in der zweitklassigen DDR-Liga. Dabei erzielte er drei Tore und feierte anschließend mit der Mannschaft den Wiederaufstieg in die Oberliga. Für die Saison 1964/65 war Diebitz zunächst nur für die Bezirksligamannschaft Dynamo II vorgesehen. Als jedoch der etatmäßige Mittelfeldspieler Bernd Hofmann nach vier Oberligaeinsätzen verletzt langfristig ausfiel, wurde Diebitz an dessen Stelle in den neun restlichen Oberligaspielen der Hinrunde eingesetzt. Im Mittelfeld agierend gelangen ihm keine Tore, und als Hofmann zur Rückrunde wieder einsatzfähig war, wurde Diebitz in der Oberligamannschaft nicht mehr aufgeboten. Obwohl er für die Spielzeit 1965/66 für den Oberligakader von Dynamo Dresden nominiert worden war, kam er nicht mehr zu weiteren Erstliga-Einsätzen und erschien auch später nicht mehr im landesweiten Fußball.